# 布雪勒鲁瓦
布雪勒鲁瓦（法語：Boucieu-le-Roi，法語發音：[busjø lə ʁwa]）是法国阿尔代什省的一个市镇，属于罗讷河畔图尔农区。

## 地理
布雪勒鲁瓦（45°2'10"N, 4°40'55"E）面积8.94 平方千米，位于法国奥弗涅-罗讷-阿尔卑斯大区阿尔代什省，该省份为法国东南部内陆省份，北起顺时针与卢瓦尔省、伊泽尔省、德龙省、沃克吕兹省、加尔省、洛泽尔省和上盧瓦爾省接壤。
与布雪勒鲁瓦接壤的市镇（或旧市镇、城区）包括：阿尔勒博斯克、博扎、新科隆比耶、旧科隆比耶、勒克雷斯泰、圣巴泰勒米勒普兰。

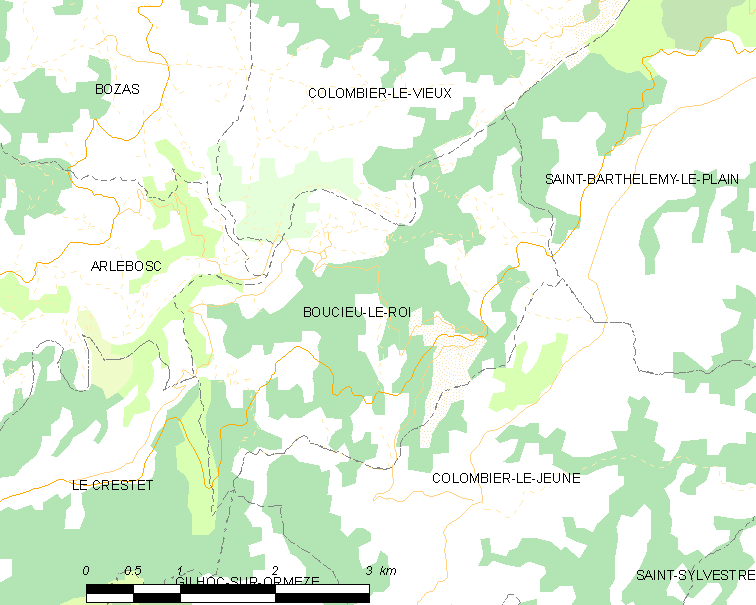
布雪勒鲁瓦的OSM定位图

布雪勒鲁瓦的时区为UTC+01:00、UTC+02:00（夏令时）。

## 行政
布雪勒鲁瓦的邮政编码为07270，INSEE市镇编码为07040。

## 政治
布雪勒鲁瓦所属的省级选区为罗讷河畔图尔农县。

## 人口

1962-2008年间布雪勒鲁瓦人口变化图示

布雪勒鲁瓦于2022年1月1日时的人口数量为247人。